# 小行星4186
小行星4186（4186 Tamashima）是一颗围绕太阳公转的小行星。1977年2月18日，香西洋树、古川麒一郎在木曾町发现了此天体。
該小行星以香西的出身地日本岡山縣倉敷市玉島地域命名。
这颗小行星的绝对星等为276.34320等。